# Toxicoscordion gramineum
Toxicoscordion gramineum là một loài thực vật có hoa trong họ Melanthiaceae. Loài này được (Rydb.) Rydb. miêu tả khoa học đầu tiên năm 1903.